# Everything I Wanted
«Everything I Wanted» (стилизовано под строчные буквы; с англ. — «Всё, чего я хотела») — песня американской певицы Билли Айлиш, выпущенная 13 ноября 2019 года. Песня достигла своего пика под номером восемь в США, под номером три в Великобритании, и в топ-10 во многих других странах. Песня вошла в переиздание альбома When We All Fall Asleep, Where Do We Go?.

## Предыстория
22 октября 2019 года стало известно, что Айлиш работает над новой музыкой. В ноябре 2019 года певица объявила о выпуске двух новых песен и клипа на песню «Xanny». Позже она раскрыла название песни и дату релиза «Everything I Wanted» во время прямой трансляции в Instagram 10 ноября 2019 года. Она представила обложку для песни на следующий день.

## Музыка и текст
Песня написана в тональности Фа-диез минор.
Песня навеяна кошмарным сном, который приснился Билли: она «бросилась с Золотых Ворот и потом узнала, что люди не любят её так сильно, как они это [сейчас] демонстрируют». Также она об отношениях с братом, который, она знает, всегда поддержит её. Певица рассказала: «Мы [я и Финнеас] начали писать её, потому что мне буквально приснилось, что я покончила с собой и никому не было дела. И все мои лучшие друзья и люди, с которыми я работала, выступали с публичными заявлениями вроде: „Мы никогда не любили её“. Во сне фанатам было всё равно. Интернет обоср** меня за то, что я покончила с собой, и [всё] это повергло меня в шок конкретно».

## Отзывы
«Everything I Wanted» получила признание критиков. Песня получила высокую оценку Кэлли Альгрим из Insider, которая назвала её «вдумчиво динамичной», а текст — «захватывающим портретом их слаженной совместной работы». Джон Караманика из The New York Times сказал, что клавишные на записи «актуальны» и «элегичны», а припев охарактеризовал как «истощающий, но все же обнадеживающий». Бренна Эрлих из Rolling Stone заявила, что песня представляет собой «более мягкую и грустную версию Айлиш», и описала трек как «размышление о славе». Робин Мюррей, писавший для Clash, сказал, что песня «определенно создана из нежной стороны Билли». Сотрудники DIY назвали трек «крутой, тихой и оптимистичной постановкой». Херан Мамо из Billboard назвал трек «трогательной данью уважения». Майк Васс из Idolator сказал, что песня была «жуткая, но успокаивающая». Старр Боуэнбэнк из журнала Cosmopolitan, назвал её песней, которая «заставит вас рыдать в луже собственных слёз». Радиоведущий ABC News Radio Рэнди Холмс охарактеризовал «Everything I Wanted» как «эмоциональный» и «леденящий душу» трек. Джулия Эммануэле из журнала Bustle считает, что песня, «даёт понять, что опыт Айлиш в управлении своим психическим здоровьем постоянно развивается, но кажется, что певица полна решимости окружить себя такими людьми, как Финнеас, которые помогают поддерживать её во всём этом».

## Награды и номинации
На прошедшей 14 марта 2021 года 63-й ежегодной церемонии вручения наград «Грэмми» «Everything I Wanted» была удостоена премии «Грэмми» в категории «За лучшую запись года».
| Церемония                    | Год  | Награда                       | Результат | Ссылка |
| ---------------------------- | ---- | ----------------------------- | --------- | ------ |
| MTV Video Music Awards       | 2020 | Видео года                    | Номинация | [ 25 ] |
| MTV Video Music Awards       | 2020 | Песня года                    | Номинация | [ 25 ] |
| MTV Millennial Awards Brazil | 2020 | Глобальный хит                | Номинация | [ 26 ] |
| Meus Prêmios Nick            | 2020 | Лучший международный хит      | Номинация | [ 27 ] |
| MTV Europe Music Awards      | 2020 | Лучшее видео                  | Номинация | [ 28 ] |
| Grammy Awards                | 2021 | Запись года                   | Победа    | [ 29 ] |
| Grammy Awards                | 2021 | Песня года                    | Номинация | [ 29 ] |
| Grammy Awards                | 2021 | Лучшее сольное поп-исполнение | Номинация | [ 29 ] |
| iHeartRadio Music Awards     | 2021 | Альтернативная рок-песня года | Номинация | [ 30 ] |
| iHeartRadio Music Awards     | 2021 | Лучший текст                  | Номинация | [ 30 ] |

## Участники записи
По данным Tidal.
- Билли Айлиш — вокал, автор песни
- Финнеас О’Коннелл — продюсер, автор песни, бэк-вокал, пианино, синтезатор
- Роб Кинельски — миксинг

## Чарты
| Чарт (2019)                            | Высшая позиция |
| -------------------------------------- | -------------- |
| Австралия (ARIA)                       | 2              |
| Австрия (Ö3 Austria Top 40)            | 3              |
| Бельгия/Фландрия (Ultratop 50)         | 5              |
| Бельгия/Валлония (Ultratop 50)         | 38             |
| Канада (Billboard Canadian Hot 100)    | 6              |
| Чехия (Singles Digitál Top 100)        | 2              |
| Дания (Tracklisten)                    | 4              |
| Финляндия (Suomen virallinen lista)    | 2              |
| Франция (SNEP)                         | 33             |
| Германия (GfK)                         | 9              |
| Венгрия (Single Top 40)                | 7              |
| Венгрия (Stream Top 40)                | 3              |
| Ирландия (IRMA)                        | 1              |
| Италия (FIMI)                          | 34             |
| Япония (Billboard Japan Hot 100)       | 66             |
| Латвия (LAIPA)                         | 1              |
| Литва (AGATA)                          | 1              |
| Малайзия (RIM)                         | 4              |
| Нидерланды (Dutch Top 40)              | 18             |
| Нидерланды (Single Top 100)            | 4              |
| Новая Зеландия (Recorded Music NZ)     | 2              |
| Норвегия (VG-lista)                    | 1              |
| Португалия (AFP)                       | 5              |
| Россия (Tophit)                        | 7              |
| Шотландия (OCC Scotland)               | 13             |
| Сингапур (RIAS)                        | 4              |
| Словакия (Singles Digitál Top 100)     | 3              |
| Южная Корея (Gaon)                     | 102            |
| Испания (PROMUSICAE)                   | 16             |
| Швеция (Sverigetopplistan)             | 3              |
| Швейцария (Schweizer Hitparade)        | 2              |
| Великобритания (OCC UK Singles)        | 3              |
| США (Billboard Hot 100)                | 8              |
| США Pop Digital Song Sales (Billboard) | 2              |
| США (Billboard Rock Airplay)           | 47             |
| США Rolling Stone Top 100              | 1              |

## Сертификации
| Регион | Сертификация  | Продажи |
| --- | ------------- | ------- |
| Австралия (ARIA) | 2× Платиновый | 140 000 |
| Австрия (IFPI Austria) | Золотой       | 15 000  |
| Бельгия (BEA) | Платиновый    | 40 000  |
| Канада (Music Canada) | 2× Платиновый | 160 000 |
| Дания (IFPI Danmark) | Золотой       | 45 000  |
| Франция (SNEP) | Золотой       | 100 000 |
| Италия (FIMI) | Золотой       | 35,000  |
| Новая Зеландия (RMNZ) | Платиновый    | 30 000  |
| Португалия (AFP) | Платиновый    | 20,000  |
| Испания (PROMUSICAE) | Золотой       | 20 000  |
| Великобритания (BPI) | Платиновый    | 600 000 |
| * Данные о продажах приведены только на основе сертификации. · ^ Данные о тиражах приведены только на основе сертификации. · Данные о продажах + прослушиваниях приведены только на основе сертификации. |               |         |

## История релиза
| Регион         | Дата            | Формат                       | Лейбл                | Ист.   |
| -------------- | --------------- | ---------------------------- | -------------------- | ------ |
| Различный      | 13 ноября 2019  | Цифровая загрузка стриминг   | Darkroom Interscope  | [ 79 ] |
| Австралия      | 13 ноября 2019  | Contemporary hit radio       | Universal Interscope | [ 80 ] |
| Великобритания | 15 ноября 2019  | Contemporary hit radio       | Darkroom Interscope  | [ 81 ] |
| Итали          | 22 ноября 2019  | Contemporary hit radio       | Universal            | [ 82 ] |
| США            | 10 декабря 2019 | Contemporary hit radio       | Darkroom Interscope  | [ 83 ] |
| США            | 10 декабря 2019 | Alternative radio            | Darkroom Interscope  | [ 84 ] |
| США            | 3 февраля 2020  | Hot adult contemporary radio | Darkroom Interscope  | [ 85 ] |
| Различный      | 7 февраля 2020  | Гибкий диск                  | Darkroom Interscope  | [ 86 ] |